# Fornaci Briziarelli Marsciano
Fornaci Briziarelli Marsciano è un'azienda che si occupa della realizzazione di prodotti in laterizio.

## Storia
Alla fine dell'Ottocento Pio Briziarelli inizia a Marsciano l'attività di produzione dei laterizi da costruzione con una piccola fornace a pozzo.
Nel 1906 insieme ad altri soci viene ufficialmente fondata la società.
Pio Briziarelli, grazie anche all'aiuto dei figli Vincenzo, Giovan Battista e Mario, inizia l'espansione dell'azienda. Alla fine della seconda guerra mondiale vengono acquisite numerose aziende concorrenti. Nell'immediato dopoguerra,  periodo in cui i combustibili scarseggiavano, l'azienda aveva infatti continuato a vendere i suoi prodotti grazie a piccoli camion alimentati a batteria.
Nello stesso periodo, nello stabilimento principale di Marsciano viene realizzato il primo forno a tunnel specifico per laterizi in europa.
Attualmente l'azienda conta 4 stabilimenti (oltre la sede storica a Marsciano, a Bevagna, a Dunarobba e a Fiano Romano) ed oltre 400 dipendenti.